# Bahnstrecke Glava Glasbruk–Glava
| Streckenlänge: | 9 km                |                                  |                                  |
| Spurweite: | 750 mm (Schmalspur) |                                  |                                  |
| |                     |                                  |                                  |
| \| \| \| Olsfors kvarn \| \| \| \| \| Olsfors sågverk \| \| \| \| 0 \| Glava Glasbruk \| Glava Glasbruk \| \| \| \| Glafsfjorden \| \| \| \| \| Gravamyren (doppelte Spitzkehre) \| \| \| \| 9 \| Glava–Bergsviken \| Glava–Bergsviken \| |                     |                                  |                                  |
| Betriebsstelle Streckenanfang (Strecke außer Betrieb) |                     | Olsfors kvarn                    | Olsfors kvarn                    |
| Blockstelle (Strecke außer Betrieb) |                     | Olsfors sågverk                  | Olsfors sågverk                  |
| Dienststation / Betriebs- oder Güterbahnhof (Strecke außer Betrieb) | 0                   | Glava Glasbruk                   | Glava Glasbruk                   |
| Blockstelle (Strecke außer Betrieb) |                     | Glafsfjorden                     | Glafsfjorden                     |
| Abzweig quer, nach rechts und von links (Strecke außer Betrieb) |                     | Gravamyren (doppelte Spitzkehre) | Gravamyren (doppelte Spitzkehre) |
| Betriebs-/Güterbahnhof Streckenende (Strecke außer Betrieb) | 9                   | Glava–Bergsviken                 | Glava–Bergsviken                 |

Die Bahnstrecke Glava Glasbruk–Glava war eine neun Kilometer lange Schmalspurstrecke in Schweden. Sie war in der in Schweden seltenen Spurweite 750 mm ausgeführt und überwand einen Höhenunterschied von 96 Metern.

## Geschichte
Die Glashütte Glava Glasbruk wurde in den 1850er Jahren am See Stora Gla bei Glava gebaut. Am 1. August 1856 nahm die Glasfabrik ihre Arbeit auf – sie stellte im Wesentlichen Fensterglas her. Die Gründung der Glava Glasbruket AB erfolgte 1873. Zuerst sollte die Strecke nach dem System Decauville zu einem nahen Torfgebiet gebaut werden, diese Strecke wurde jedoch nie vollendet. Die Entscheidung, den Transport der Waren mit einer Schmalspurbahn durchzuführen, erfolgte 1881. Für den Bau der Strecke wurde Schienenmaterial von der ehemaligen Sulvik–Ränkeseds järnbana beschafft.
Der erste Zug auf der Strecke verkehrt am 18. Dezember 1885 zwischen der Glashütte und Bergsviken am Glafsfjorden. 1886 erfolgte die Erweiterung zum Sägewerk und zur Mühle nach Olsfors. Um den Höhenunterschied von 96 Metern zu überwinden, wurde etwa auf halbem Wege eine Spitzkehre eingebaut. Für den Zugbetrieb wurden vier Lokomotiven, mehrere Güterwagen und einige Personenwagen beschafft. Der Betrieb mit Fahrgästen ist nicht nachgewiesen, vermutlich wurden die Arbeiter der Glashütte von Glava zur Arbeitsstätte befördert.
1938 wurde der Zugbetrieb eingestellt, da die fertigen Glasprodukte mit dem Lastwagen zum Bahnhof Vännacka der Dal–Västra Värmlands Järnväg (DVVJ) abgefahren wurden. Zudem war die Strecke wegen mangelhafter Wartung nicht mehr betriebssicher und wurde nach der Einstellung abgebaut. Eine der vorhandenen Lokomotiven wurde an die Papierfabrik Billerud in Säffle abgegeben (Billeruds pappersbruk), dort auf Normalspur umgebaut und im Rangierdienst verwendet.
Das Planum der Strecke ist heute noch größtenteils erhalten.